# Lustträdgård
Lustträdgård är ett begrepp som förr användes för att beteckna en trädgård, som - i motsats till en köks-, frukt- eller kryddträdgård - inte hade ett direkt nyttoändamål ur odlingssynpunkt.
Under medeltiden, och även in på 1600-talet, var i Sverige nyttoträdgårdar förhärskande även vid slott och herresäten. Lustträdgårdar anlades under renässansen i Italien efter mönster av romerska trädgårdar och den förnyade trädgårdskonsten spreds därifrån till Frankrike och vidare till andra europeiska länder. Influenser kom också utifrån, framför allt från kinesisk trädgårdsstil under 1700-talet. I Sverige anlades en tidig lustträdgård av Jacob de la Gardie från 1647 på Jacobsdal i Solna, sedermera omdöpt till Ulriksdal, och under 1680-talet anlades den storslagna och för Sverige stilbildande lustträdgården i barockstil vid Drottningholms slott av änkedrottningen Ulrika Eleonora.
Lustträdgårdar var under 1600-talet ofta i likhet med tidigare medeltida köksträdgårdar, muromgärdade. Så var också Ulriksdals lustträdgård på 1600-talet och under 1700-talets första hälft. Även Drottningholms lustträdgård omgärdades med murar när den anlades på 1680-talet enligt en av Nicodemus Tessin d.y. år 1681 utarbetade generalplan.